# 斑鳳蝶
斑鳳蝶（學名：Papilio clytia），又名擬斑鳳蝶、斑鳳蝶、黃邊鳳蝶、黃緣鳳蝶，是斑鳳蝶屬下的一種蝴蝶，主要分布於金門、中國南部及南亞地區。

## 卵
本種卵呈球形，橙黃色，表面上塗有一層不均勻的橙黃色顆粒狀的物質，直徑約1.3毫米。

## 幼蟲
初齡幼蟲擬態鳥糞，終齡幼蟲則演化為鮮明的警告色，以多種樟科植物為寄主食物。

## 蛹
呈帶蛹，體長約3.8毫米，蛹體形同枯枝，用以偽裝防止各種掠食生物的襲擾。

## 形狀及特徵
斑鳳蝶的外觀、型態雌雄相似。身體及翅膀呈黑褐色及灰白色交差的斑紋，然翅膀末緣有一排明顯的黃色的斑紋。

## 族群擴張
台灣省林業試驗所於西元1986年將其主食的潺槁樹從金門移種至澎湖後，西元2005年起始時於澎湖初次發現斑鳳蝶的蹤跡。